# Novica Veličković
Novica Veličković (Beograd, 5. listopada 1986.) je srbijanski profesionalni košarkaš. Igra na poziciji krilnog centra, a trenutačno je član KK Partizan Beograd.

## Karijera
Veličković je u sezoni 2008./09 predvodio Partizan do drugog uzastopnog četvrtfinala Eurolige, te je sezonu završio među deset najboljih skakača, a prosjeku je u Top 16 elitnog klupskog natjecanja postizao 16 poena i osam skokova. Dobre igre donijele su mu transfer u Real Madrid i s njima je potpisao dvogodišnji ugovor.

## Incident
Tijekom sezone 2004./2005. u utakmici Jadranske lige između Partizana i Hemofarma, sudjelovao je u tučnjavi ovih dvaju klubova.
Taj čin mu je donio popularnost kod partizanovih Grobara. Zbog toga mu je izrečena novčana kazna u iznosu od 2.200 € i kazna od dvije utakmice neigranja u NLB ligi zbog prijave, tučnjave i nanošenja ozljeda protivničkom igraču.

## Vanjske poveznice
- Profil na NLB.com
- Profil  Arhivirana inačica izvorne stranice od 9. studenoga 2013. (Wayback Machine) na draftexpress.com